# بیمارستان امام حسن مجتبی
بیمارستان امام حسن مجتبی بیمارستانی است درمانی واقع در شهر داراب، استان فارس وابسته به دانشگاه علوم پزشکی شیراز با ظرفیت ۱۴۰ تخت مصوب و ۱۹۳ تخت فعال که در سال ۱۳۸۱ شمسی تأسیس گردید.
بخش‌های بستری موجود در این بیمارستان عبارتند از: اطفال، داخلی، CCU ،ENT، ارتوپدی، ارولوژی، جراحی عمومی مردان، جراحی عمومی زنان، اورژانس، NICU ، جراحی چشم، جراحی مغز و اعصاب، زایشگاه و نوزادان